# Uberaba SC
Uberaba SC is een Braziliaanse voetbalclub uit Uberaba, deelstaat Minas Gerais.

## Geschiedenis
De club werd opgericht in 1917. De club speelde in 1945 voor het eerst, en eenmalig, in de hoogste klasse van het Campeonato Mineiro. De club werd er een vaste waarde vanaf 1958. In de jaren zeventig en tachtig speelde de club zes seizoenen in de nationale Série A toen de beste teams uit de staatscompetities zich hiervoor plaatsten. De club speelde er geen rol van betekenis. De club speelde ook vijf jaar in de Série B. De club kon nooit een titel winnen door de overheersing van Cruzeiro en Atlético, maar werd wel een aantal kere derde.
Door competitiehervorming werd de eerste klasse in 1994 gesplitst en de club moest nu in de Módulo II gaan spelen, die de nieuwe tweede klasse werd. De club slaagde er pas in 2003 in om promotie af te dwingen, maar kon in 2004 het behoud in de Módulo I niet verzekeren. De club keerde nog terug van 2008 tot 2012. In 2009 en 2010 werd de club in de nationale Série D telkens in de kwartfinale uitgeschakeld waardoor ze net de promotie misten. In 2013 zakte de club zelfs naar de derde klasse en kon daar na twee jaar weer promoveren. Na een nieuwe degradatie in 2019 kon de club nog terugkeren in 2022 maar kon het behoud niet verzekeren. Wegens financiële problemen trad de club in 2023 ook niet aan in de derde klasse. 